# Delta Piscium
Delta Piscium (δ Psc / 63 Piscium) es una estrella en la constelación de Piscis de magnitud aparente +4,44.
Aunque ostenta la denominación de Bayer «delta», cuarta letra del alfabeto griego, es solo la décima estrella más brillante de la constelación.
Ocasionalmente recibe el nombre de Linteum y en la astronomía china formaba la figura de Wae Ping junto a las cercanas α, ε, ζ, μ, ν y ξ Piscium.
Como muchas estrellas del cielo nocturno —valgan como ejemplo Torcularis Septentrionalis (ο Piscium) o θ Piscium, en esta misma constelación— Delta Piscium es una gigante naranja.
Tiene tipo espectral K4IIIb y una temperatura efectiva de 3963 ± 4 K, siendo 447 veces más luminosa que el Sol.
Su diámetro angular, medido durante una ocultación lunar, es de 4,2 ± 1,0 milisegundos de arco; ello permite evaluar su diámetro real, resultando ser este 43 veces más grande que el diámetro solar.
Gira sobre sí misma con una velocidad de rotación proyectada de 1,4 km/s, implicando que su período de rotación puede ser de hasta 1500 días.
Muestra una metalicidad —abundancia relativa de elementos más pesados que el helio— algo menor que la solar ([Fe/H] = -0,12).
Pese a su gran tamaño, la masa estimada de Delta Piscium es solo un 24 % mayor que la masa solar.
Se piensa que comenzó su vida como una estrella blanca de la secuencia principal de tipo A1. En la actualidad es una gigante que probablemente incrementa su brillo por vez primera con un núcleo inerte de helio.
Se encuentra a 311 años luz del sistema solar.